# 奚士龍
奚士龍（1607年4月16日—1645年），字春躍、又字騰甫，號夔賡，南直隸松江府華亭縣人，明朝政治人物。

## 生平
奚士龍是崇禎九年（1636年）丙子科應天鄉試第一百零四名舉人，十年（1637年）丁丑科會試第二百七名，廷試聯捷三甲七十八名進士，在兵部觀政，獲授景陵知縣，十四年降调，十五年補金華府炤磨，升德安府推官，致仕回鄉後在嘉定三屠中被殺。

## 家族
成化己丑進士奚昊五世孫。曾祖奚应芝，长沙府教授；祖奚自广，选贡；父奚有伦。